# ایلورو
ایلورو (به انگلیسی: Eluru) یک منطقهٔ مسکونی در هند است که در بخش گوداوری غربی واقع شده است. ایلورو ۱۱٫۵۲ کیلومتر مربع مساحت و ۲۸۳٬۶۴۸ نفر جمعیت دارد و ۲۲ متر بالاتر از سطح دریا واقع شده است.

## ریشه یابی نام
در زمان سلطنت پادشاهان بودائی از ونگی، نام این شهر حلاپوری بود. و همچنین با نامی همچون ایلوره شناخته می‌شد.

## تاریخچه
تاریخ ایلورو به قرن دوم میلادی بر می‌گردد و دارای اهمیت زیادی در تاریخ آندرا پرادش است. ونگی، در نزدیکی ایلورو پایتخت آندرا پرادش بنا نهاده شد و از قرن دوم میلادی تا ۱۲ میلادی توسط حکمرانی پادشاهان بودائی بود.

## جمعیت‌شناسی
| مذاهب در ایلورو   | مذاهب در ایلورو | مذاهب در ایلورو | مذاهب در ایلورو | مذاهب در ایلورو |
| ----------------- | --------------- | --------------- | --------------- | --------------- |
| مذهب              | مذهب            |                 | درصد            | درصد            |
| هندو              | هندو            |                 | ۸۹٫۵۱٪          | ۸۹٫۵۱٪          |
| مسلمان            | مسلمان          |                 | ۷٫۰۲٪           | ۷٫۰۲٪           |
| مسیحی             | مسیحی           |                 | ۲٫۷۴٪           | ۲٫۷۴٪           |
| سایر†             | سایر†           |                 | ۰٫۷۲٪           | ۰٫۷۲٪           |
| †شامل سیکها و جین |                 |                 |                 |                 |

بر اساس سرشماری سال ۲۰۱۱، این شهر ۲۸۳۶۴۸ نفر جمعیت داشت که ۱۴۰۰۵۹ تن مرد و ۱۴۳۵۸۹ تن زن بودند.

## فرهنگ
در این شهر موزه عتیقه ای تأسیس شده است که ابزارهای پیش از تاریخ، بت‌ها و عناصر موجود در حفاری‌های باستان‌شناسی در نزدیکی شهر را حفظ خواهد کرد.

## آموزش و پرورش

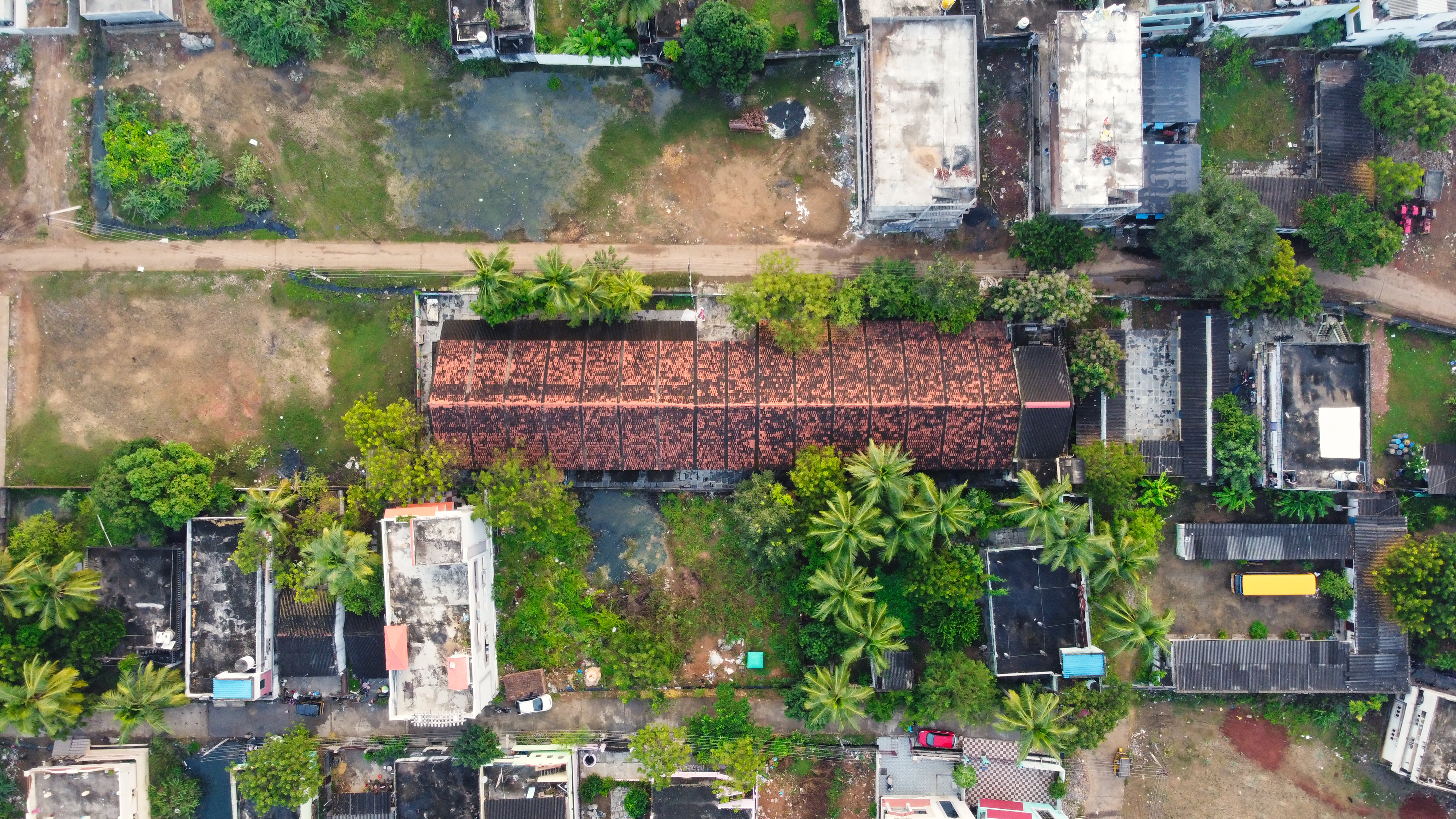
نمای هوایی از مدرسه سیدارتا در تانگلامودی، ایلورو

الروو نقش مهمی در آموزش و پرورش دانش آموزان شهری و روستایی از روستاهای اطراف دارد. طبق سرشماری سال ۲۰۱۱، درصد افراد باسواد ۸۳٫۹۰٪ است که مجموعاً ۱۵۵٫۸۹۴ نفر می‌باشند. از این تعداد ۸۰٬۴۳۴ مرد(۸۸٫۱۳٪) و ۷۵٬۴۶۰ زن(۷۹٫۸۲٪) هستند.

## موقعیت جغرافیایی
ایلورو در موقعیت جغرافیایی ۱۶°۴۲′شمالی ۸۱°۰۶′شرقی / ۱۶٫۷°شمالی ۸۱٫۱°شرقی واقع شده است و ارتفاع آن از سطح دریاهای آزاد برابر ۲۲ متر (۷۲ فوت) و نهفته در میان دشت‌های ساحل شرقی‌ست.
ایلورو در میان رودخانه‌های کریشنا و گوداواری و در ۵۰ کیلومتری خلیج بنگال واقع شده است. کانال‌های رودخانه‌های تامی‌لرو، کریشنا و گودواری از طریق شهر، پیش از رودخانه عبور می‌کنند. کانال ایلورو از کریشنا به دریاچه کلررو نزدیک شهر منتقل می‌شود

## آب و هوا
ایلورو به دلیل نزدیکی با ساحل خلیج بنگال، شرایط آب و هوایی گرم و مرطوبی دارد. دمای متوسط سالیانه آن برابر ۲۸٫۲ درجه سلسیوس (۸۲٫۸ درجه فارنهایت) می‌باشد. ماه می گرم‌ترین و دسامبر، سردترین ماه سال و اختلاف دما در تابستان برابر ۴۰ درجه سلسیوس (۱۰۴ درجه فارنهایت) می‌باشد. همچنین بیشترین میزان بارش در ماه ژوئیه و متوسط سالیانه بارش در این شهر برابر ۹۹۲ میلیمتر (۳۹٫۱ اینچ) می‌باشد.
| داده‌های اقلیم ایلورو، آندرا پرادش | داده‌های اقلیم ایلورو، آندرا پرادش | داده‌های اقلیم ایلورو، آندرا پرادش | داده‌های اقلیم ایلورو، آندرا پرادش | داده‌های اقلیم ایلورو، آندرا پرادش | داده‌های اقلیم ایلورو، آندرا پرادش | داده‌های اقلیم ایلورو، آندرا پرادش | داده‌های اقلیم ایلورو، آندرا پرادش | داده‌های اقلیم ایلورو، آندرا پرادش | داده‌های اقلیم ایلورو، آندرا پرادش | داده‌های اقلیم ایلورو، آندرا پرادش | داده‌های اقلیم ایلورو، آندرا پرادش | داده‌های اقلیم ایلورو، آندرا پرادش | داده‌های اقلیم ایلورو، آندرا پرادش |
| ماه                               | ژانویه                            | فوریه                             | مارس                              | آوریل                             | مه                                | ژوئن                              | ژوئیه                             | اوت                               | سپتامبر                           | اکتبر                             | نوامبر                            | دسامبر                            | سال                               |
| --------------------------------- | --------------------------------- | --------------------------------- | --------------------------------- | --------------------------------- | --------------------------------- | --------------------------------- | --------------------------------- | --------------------------------- | --------------------------------- | --------------------------------- | --------------------------------- | --------------------------------- | --------------------------------- |
| میانگین بیش‌ترین °C (°F)           | ۲۹٫۱ (۸۴)                         | ۳۱٫۷ (۸۹)                         | ۳۴٫۵ (۹۴)                         | ۳۶٫۷ (۹۸)                         | ۳۸٫۶ (۱۰۱)                        | ۳۶٫۹ (۹۸)                         | ۳۲٫۴ (۹۰)                         | ۳۲٫۰ (۹۰)                         | ۳۲٫۲ (۹۰)                         | ۳۱٫۴ (۸۹)                         | ۲۹٫۸ (۸۶)                         | ۲۸٫۸ (۸۴)                         | ۳۲٫۸۴ (۹۱٫۱)                      |
| میانگین کم‌ترین °C (°F)            | ۱۸٫۹ (۶۶)                         | ۲۰٫۳ (۶۹)                         | ۲۲٫۶ (۷۳)                         | ۲۵٫۸ (۷۸)                         | ۲۷٫۹ (۸۲)                         | ۲۷٫۲ (۸۱)                         | ۲۵٫۴ (۷۸)                         | ۲۵٫۳ (۷۸)                         | ۲۵٫۳ (۷۸)                         | ۲۴٫۳ (۷۶)                         | ۲۱٫۳ (۷۰)                         | ۱۸٫۸ (۶۶)                         | ۲۳٫۵۹ (۷۴٫۶)                      |
| بارندگی میلی‌متر (اینچ)            | ۳ (۰٫۱۲)                          | ۶ (۰٫۲۴)                          | ۶ (۰٫۲۴)                          | ۱۴ (۰٫۵۵)                         | ۴۰ (۱٫۵۷)                         | ۱۲۳ (۴٫۸۴)                        | ۲۲۹ (۹٫۰۲)                        | ۱۸۶ (۷٫۳۲)                        | ۱۷۰ (۶٫۶۹)                        | ۱۶۶ (۶٫۵۴)                        | ۴۰ (۱٫۵۷)                         | ۹ (۰٫۳۵)                          | ۹۹۲ (۳۹٫۰۵)                       |
| منبع: en.climate-data.org         |                                   |                                   |                                   |                                   |                                   |                                   |                                   |                                   |                                   |                                   |                                   |                                   |                                   |